# Chartreuse de Mougères
La chartreuse Notre-Dame-de-Pitié de Mougères est un ancien monastère de chartreux situé à côté de Caux dans l'Hérault à 7 kilomètres au nord-ouest de Pézenas.
C'est aujourd'hui un monastère féminin de la fraternité de Bethléem sous le nom de monastère Notre-Dame-de-Pitié de Mougères. Les religieuses vivent d'artisanat monastique. Le domaine viticole qui lui est attenant est toujours en activité.

## Histoire

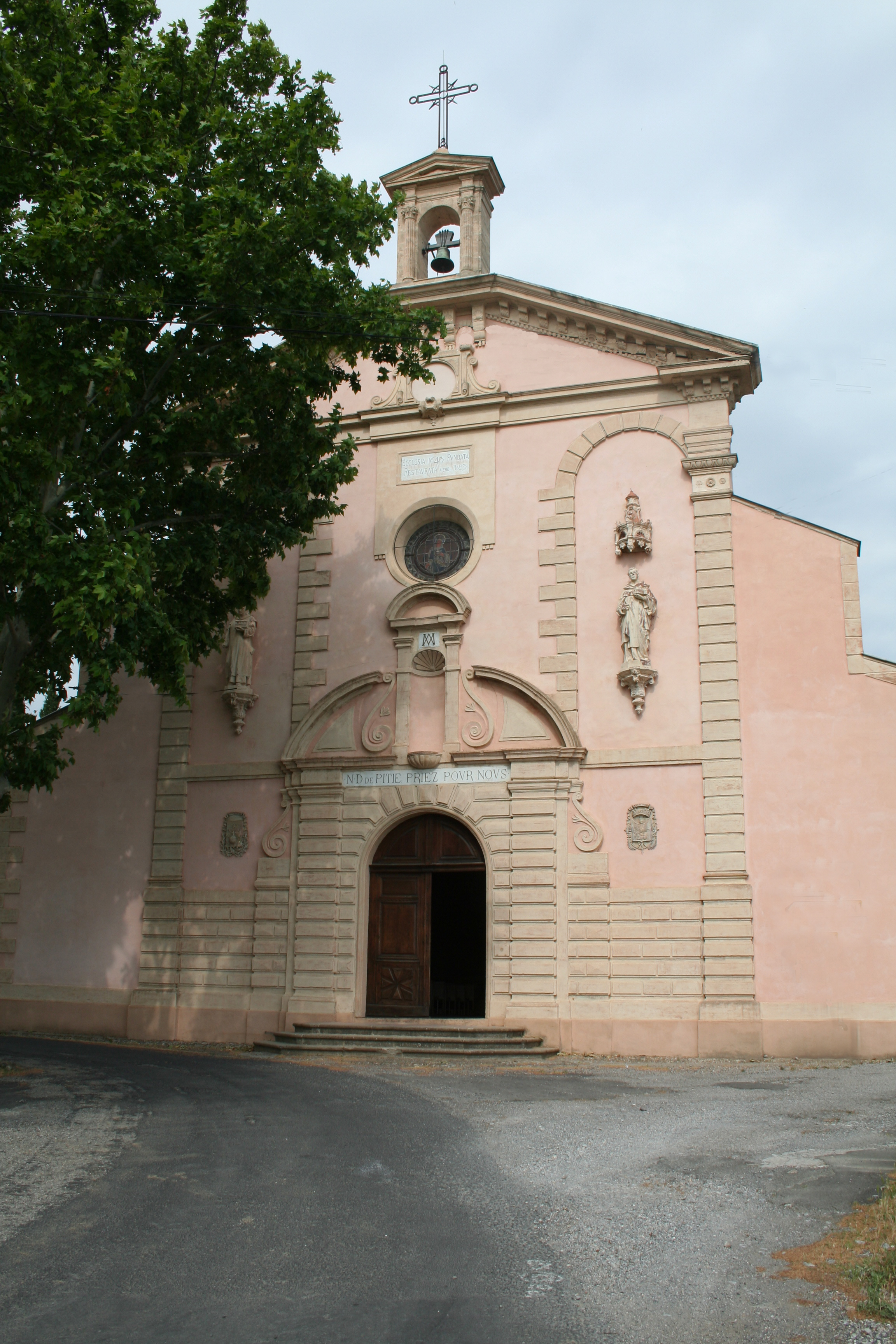
Façade de l'église ND de Pitié.

Les lieux de Mougères, qui signifie « terres de cistes » en roman, sont cultivés de vignes depuis la période gallo-romaine. Les dominicains y implantent un couvent en 1328 qui est abandonné à la fin du XVe siècle et retournent ensuite. La chapelle date de 1645, bâtie par les dominicains sur les ruines d'une ancienne chapelle, et elle est placée sous le vocable de Notre-Dame de Pitié. Les dominicains sont expropriés et chassés par la loi de 1790. Le couvent est vendu comme bien national et une grande partie des bâtiments est démolie. Une dame pieuse, Mme de Maury, lègue la propriété à la Restauration aux chartreux qui s'y installent le 4 mai 1825. Ils refont en 1882 la décoration de l'église Notre-Dame-de-Pitié, ouverte aux pèlerinages. Les chartreux sont chassés de leur domaine qui est confisqué par les lois anticléricales de la Troisième République en conséquence de la loi relative au contrat d'association de 1901.
Les religieux, 9 pères et 11 frères lais, se réfugient à la chartreuse de la Cervara en Italie et en 1936, la communauté de la Cervara fusionne avec celle de Montrieux. L'ordre des chartreux rachète la propriété de Mougères et la communauté de la Cervara s'y réinstalle. Elle cultive un vignoble réputé.
La chartreuse ferme en 1977 (Dom Marcellin Theeuwes en est le dernier prieur de 1973 à 1977) faute de vocation et laisse la place en 1978 aux moniales de la fraternité de Bethléem. Les chartreux sont toujours propriétaires du domaine viticole de 35 hectares qui est administré par une société d'exploitation émanant du lycée agricole privé catholique Bonne Terre de Pézenas. Il produit des AOC Coteaux du Languedoc et des vins de pays.

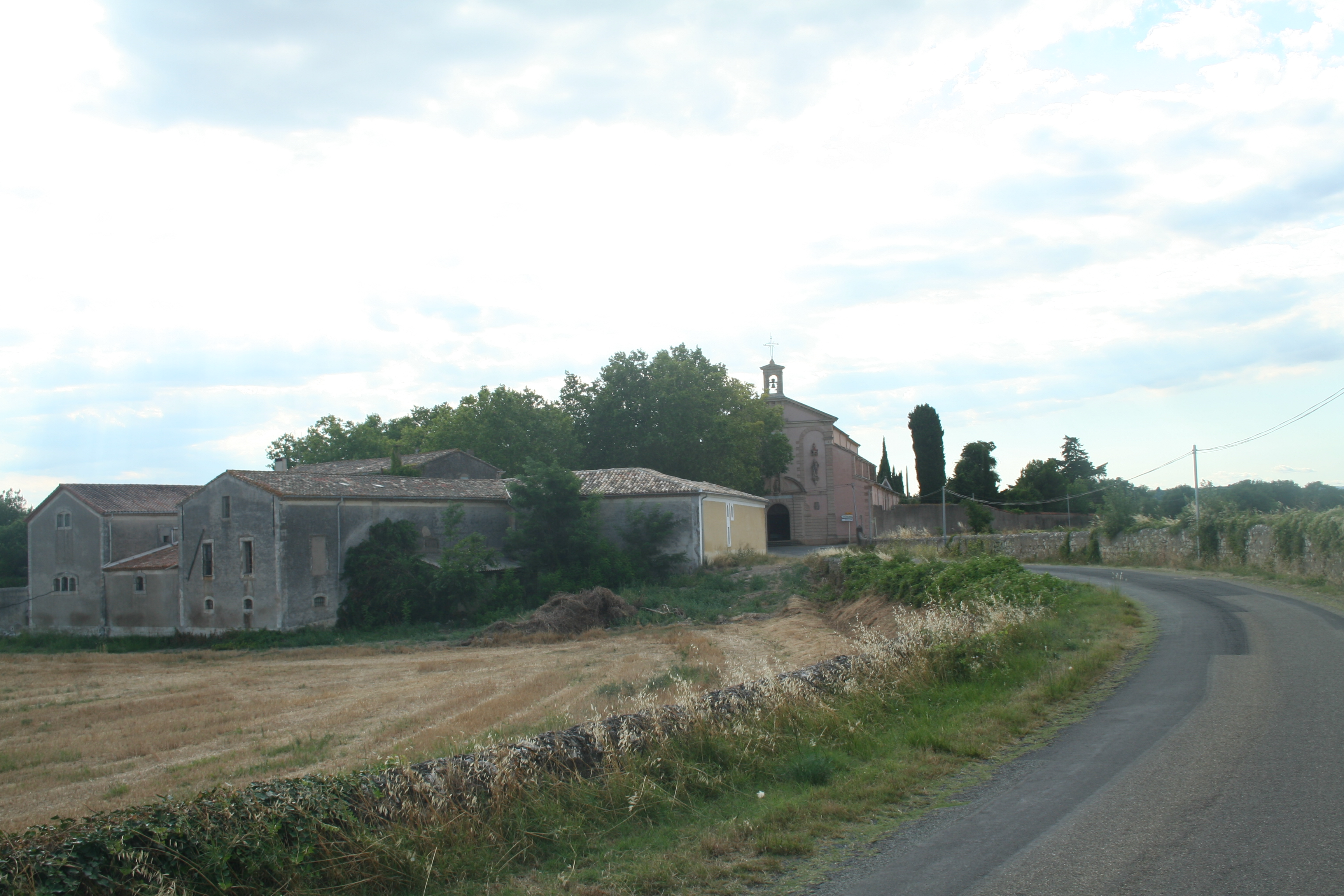
Vue générale.